# Chobotnatci
Chobotnatci (Proboscidea) jsou řádem velkých býložravých savců, pro které je charakteristický pohyblivý chobot a řezáky, které jsou prodloužené v kly. Zlatým věkem chobotnatců byly třetihory, recentní (žijící) jsou pouze tři druhy, všechny z čeledě slonovitých: slon africký, slon pralesní a slon indický.

## Charakteristika řádu
Sloni byli dříve řazeni do polyfyletického kladu Ungulata (kopytníci) v rámci kladu Paenungulata („skorokopytníci“). Na základě genetických studií byl celý klad Paenungulata přeřazen do nadřádu Afrotheria.
Jsou digitigrádní, našlapují na prsty, kvůli jejich hmotnosti je však pata podložená polštářem z tukového vaziva, takže vypadají, jako by našlapovali celou plochou chodidla. Mají pět prstů, pátý prst někdy nedosahuje až na zem. Prsty jsou chráněné nehtovitými kopýtky. Kosti končetin jsou velmi silné a těžké, a nemají kostní dřeň, jsou vyplněné houbovitou kostí.
Lebka chobotnatců je také velmi masivní, ale z velké části vyplněná kostními dutinami, aby nebyla tak těžká. Spodní čelist některých třetihorních druhů byla prodloužená, u dnešních chobotnatců je naopak zkrácená. Chobotnatci mají 26 zubů, ale v jednu chvíli je v ústní dutině zubů pouze 6; v jedné čelisti mohou být pouze dvě mohutné stoličky (vlevo a vpravo) a když se opotřebí, vypadává a je zezadu nahrazena novou. Sklovina stoličky je různě zřasená a u fosilních druhů slouží k jejich identifikaci – proto mnoho vědeckých jmen vyhynulých chobotnatců končí na -odon, tedy zub. Stále dorůstající řezáky bývají přeměněné v kly, které vyčnívají z ústní dutiny. U dnešních slonovitých jde o horní řezáky, u některých fosilních druhů se v kly přeměnily řezáky spodní, jsou známé i rody, které měly čtyři kly, dva z horních a dva z dolních řezáků.
Chobot je charakteristickým, ale nikoli výhradním znakem řádu – několik jiných nepříbuzných druhů má také chobot (jako třeba tapíři). Žádní jiní savci ale nemají chobot tak dobře vyvinutý. Chobot se vyvinul z horního pysku a nosu, nozdry jsou umístěné na konci chobotu. Je tvořen mnoha vrstvami svalů, konec je vyztužený chrupavkou. Chobot je tvořen a ovládán přes 40 tisíci jednotlivých svalů, díky tomu je chobot všestranným, plně pohyblivým nástrojem. Slouží ke hmatu, čichu, sbírání potravy a přijímání vody (sloni ovšem chobotem nepijí – vodu jen nasají a pak si ji vstřikují do tlamy), a také k očistě těla. Nejstarší chobotnatci ale chobot neměli.
Kůže chobotnatců je lysá a vrásčitá, mají hodně podkožního tuku. Známe sice i osrstěné chobotnatce, ale u nich se jedná o druhotné ochlupení; předkové chobotnatců srst ztratili jako přizpůsobení se vodnímu prostředí. Kůže je velmi silná, chobotnatci (resp. sloni) jsou proto někdy, společně s hrochy a nosorožci, nazýváni tlustokožci. Blíže příbuzní s nimi ale nejsou, jde jen o povrchní podobnost.
Varlata jsou umístěna uvnitř těla, nesestupují do šourku. Chobotnatci nemají vyvinutý šourek ani tříselný kanál, ani během embryonálního vývoje ne. Ani předkové chobotnatců tedy šourek nikdy neměli, na rozdíl od kytovců nebo ploutvonožců, kteří mají také varlata v dutině břišní, ale prokazatelně až druhotně (jejich předkové měli vyvinutý šourek, do kterého gonády sestupovaly).

## Vývoj chobotnatců
Na konci křídy se od předků dnešních hmyzožravců oddělila skupina prakopytníků (Condylarthra), společní předkové prašelem (Creodonta) i všech dnešních kopytníků. Kromě předků sudokopytníku a lichokopytníků se později oddělila větev Paenungulata, předků dnešních chobotnatců.
Nadřád Paengulata se dále rozdělil na předky dnešních damanů a řád Tethytheria, což byli vodní nebo pobřežní savci. Z té doby pochází znaky chobotnatců, které svědčí přizpůsobení se vodnímu prostředí (lysá kůže, varlata uvnitř těla). V eocénu, asi před 60 milióny lety, se začali oddělovat dnešní chobotnatci. Dalšími potomky Tetratherií jsou sirény a vyhynulý řád desmostyli.
Nejstarším rodem chobotnatců je Anthracobune, jehož fosilie byly nalezeny v Africe a Asii. Žil ve spodním eocénu, asi před 50 mil. lety. Eocenní chobotnatci žili v bažinách, kde spásali vegetaci, neměli chobot ani kly a podobali se spíše dnešním tapírům nebo hrochům. V průběhu evoluce docházelo k prodlužování řezáků.
V oligocénu se objevili první chobotnatci, kteří již měli chobot a kly – na rozdíl od dnešních zástupců měli kly čtyři. Dva kly vznikly z řezáků horní čelisti, spodní čelist byla prodloužená a opatřená dalšími dvěma kly.
Primelephas, druh žijící v pozdním miocénu, se již velmi podobal dnešním chobotnatcům a je přímým předkem obou rodů dnešních slonů, Loxodonta i Elephas, a také vyhynulého rodu Mammuthus.
Kromě vývojové větve, která vedla k recentním chobotnatcům, známe fosilní, podivné tvory, patřící také mezi chobotnatce. Zástupci třetihorní čeledě Deinotheriidae neměli kly v horní čelisti, ale v dolní, chobotnatci z čeledi Ambelodontidae měli spodní čelist prodlouženou v jakousi lopatu, kterou nabírali potravu. Na konci třetihor a během pleistocénu ale tito tvorové vyhynuli.

## Recentní chobotnatci
Recentní je pouze jedna čeleď chobotnatců, slonovití. Do ní patřili i poměrně nedávno vyhynulí mamuti. Přestože chobotnatci původně obývali celý svět kromě Austrálie, dnešní druhy přirozeně žijí jen v Africe a v jižní a jihovýchodní Asii. Z fylogenetického hlediska se rozdělují na dva rody (Elephas a Loxodonta (přičemž rod Elephas (slon indický) si je geneticky bližší s mamuty než se slonem africkým z rodu Loxodonta), v českém názvosloví se nicméně všichni označují rodovým jménem slon.  
Slon africký je největším suchozemským živočichem současnosti, velcí jedinci mohou dosahovat hmotnosti až přes 10 tun. Drží také primát v délce březosti, 660 dní.  

## Systém chobotnatců
- čeleď: Ambelodontidae †
- čeleď: Anthracobunidae †
- čeleď: Barytheriidae †
- čeleď: Deinotheriidae †
- čeleď: Elephantidae – slonovití
  - rod: Elephas
    - slon indický

  - rod: Loxodonta
    - slon africký
    - slon pralesní

  - rod: Mamuti †
    - mamut jižní †
    - mamut kolumbuský †
    - mamut srstnatý †
- čeleď: Mammutidae – mastodontovití †
  - rod: Mastodont (tzv. „americký mamut“) †
- čeleď: Moeritheriidae †
- čeleď: Numidotheriidae †
- čeleď: Stegodontidae †

Pozn.: U vyhynulých skupin systém není ustálený. Uvedená nižší hierarchie je pouze výběrová (významnější druhy).